# Łupek bentonitowy
Łupek bentonitowy – skała osadowa bardzo drobnoziarnista, o wyraźnej kierunkowości, często laminowana lub warstwowana. Odmiana łupka ilastego zawierająca dużą ilość montmorillonitu i smektytu. Składa się z bardzo drobnych ziarn kwarcu i minerałów ilastych, głównie montmorillonitu, smektytu i minerałów mieszanopakietowych. Powstaje w wyniku kompakcji i diagenezy oraz przeobrażenia tufów i tufitów.

## Występowanie
Łupki bentonitowe w Polsce występują w Karpatach fliszowych.